# 普拉路揚·卡勒森安
普拉路洋.卡勒森安（魯凱語：Puljaljuyan Karesengan），是台灣魯凱族好茶部落（capungan，位於今屏東縣霧台鄉）傳說中的一位祖先，在雲豹的指引下抵達部落舊址，並且建立了（舊）好茶部落。

## 傳說
根據傳說，普拉路洋原本跟妻子多克（Took）住在一座叫Rarando山（位於台東縣境內，太麻里社和知本社之間）的山腹上一處叫希基巴利茲（Sikipalic/Shiki-Parichi，突角、轉彎之意）的地方，他是一位強壯的獵人，還會用雲豹來打獵。後來某天他在外出打獵的時候，他帶著雲豹從太麻里溪經過達魯瑪克部落和巴魯谷安（好茶部落聖地，茶埔岩山南鞍處），抵達霧頭山和北大武山附近，而在抵達karusgan（舊好茶部落上方地區）時，雲豹突然賴著不走，他才發現附近風景優美、環境宜人，是個適合居住的地方（一說他認為雲豹有靈性、或是雲豹在當地喝水），因此回到家帶著親屬遷來當地定居，其中在經過霧頭山的Manakual（茂密低矮叢林）、下到Lumingan台地時，部分族人留在當地不走，最後約5、6戶共40多人抵達好茶部落舊址，建立了好茶部落。

### 家族
普拉路洋後來在舊好茶部落建立了一棟有八個窗戶的巨大家屋，命名為kalesngan，據說其命名來源是因為他飼養的雲豹曾經在kalesngan當地幻化成人、而以這個名字做為紀念。

### 其他版本
另有版本認為發現好茶部落舊址的是對兄弟、或是那位始祖的本名就叫希基巴利茲的版本，但後者後來被修正為普拉路洋的說法。

## 其他

### 後代與影響
普拉路洋的後代在其他地方（katsyanlan）另建新家屋並命名為kazangilan，把舊屋kalesngan改成祭祀使用，而也因為這個傳說，好茶部落的居民一向禁止獵殺雲豹、將其尊為族人的聖獸，以至廣泛的魯凱族人也被稱為「雲豹的傳人」或「雲豹民族」。

### 研究
日治時期，普拉路洋的後代傳承據說已經約二十代，移川子之藏透過研究kazangilan家族的系譜，推測魯凱族人遷來舊好茶部落的時間應該是西元1310年代左右；而傳說本身，則是從古好茶部落（希基巴利茲）遷至舊好茶部落的過程。